# منوسک ۹۳۹۴
سیارک ۹۳۹۴ (به انگلیسی: 9394 Manosque، نامگذاری:1994PV16) نه هزار و سیصد و نود و چهارمین سیارک کشف شده‌است که در ۱۰ اوت ۱۹۹۴ کشف شد.
قدر مطلق سیارک برابر ۲۴.۵ است.